# Holzezus pamiricus
Holzezus pamiricus är en insektsart som beskrevs av Krivokhatsky 1996. Holzezus pamiricus ingår i släktet Holzezus och familjen myrlejonsländor. Inga underarter finns listade i Catalogue of Life.